# 心灵俱乐部
《心灵俱乐部》是2005年播出的情景音乐系列剧。2005年4月12日由中央电视台综艺频道首播，播出不久就登上收视率榜首。
《心灵俱乐部》的主演是蔡明（饰明姐）、潘长江（饰潘经理）、孙浩（饰孙大圣）、管彤（饰管小妹），四人开办了一家“心灵俱乐部”，来救助那些情感受挫的男男女女。每集由两位嘉宾客串演员。